# Most Północny w Sztokholmie

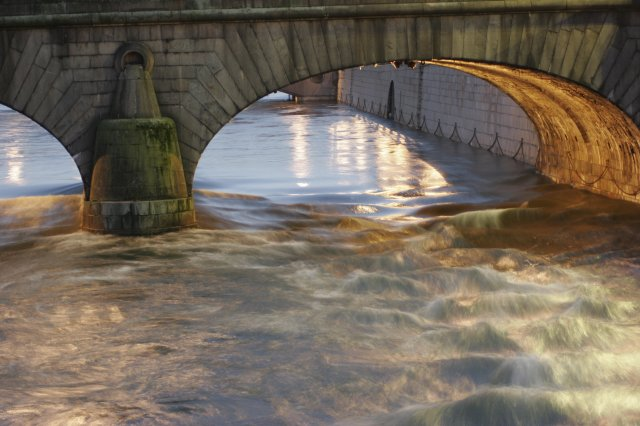
Norrbro nocą – detal

Most Północny (szw. Norrbro) – most nad Norrström w centralnym Sztokholmie. 
Most ten rozciąga się od północnego frontu Pałacu Królewskiego nad Stadsholmen i łączy się z Helgeandsholmen przed szwedzkim parlamentem. Dalej biegnie ponownie nad Norrström i dochodzi do Gustaf Adolfs torg. 
Norrbro został zaprojektowany przez architekta Erika Palmstedta w neoklasycznym stylu.
Most Północny był jednym z pierwszych mostów Sztokholmu zbudowanym z kamienia. Północna część mostu, podtrzymana przez trzy łuki, została skończona w 1797, a południowa w 1806. Norrbro stanął zamiast dwóch starych drewnianych mostów - Slaktarehusbron i Vedg.

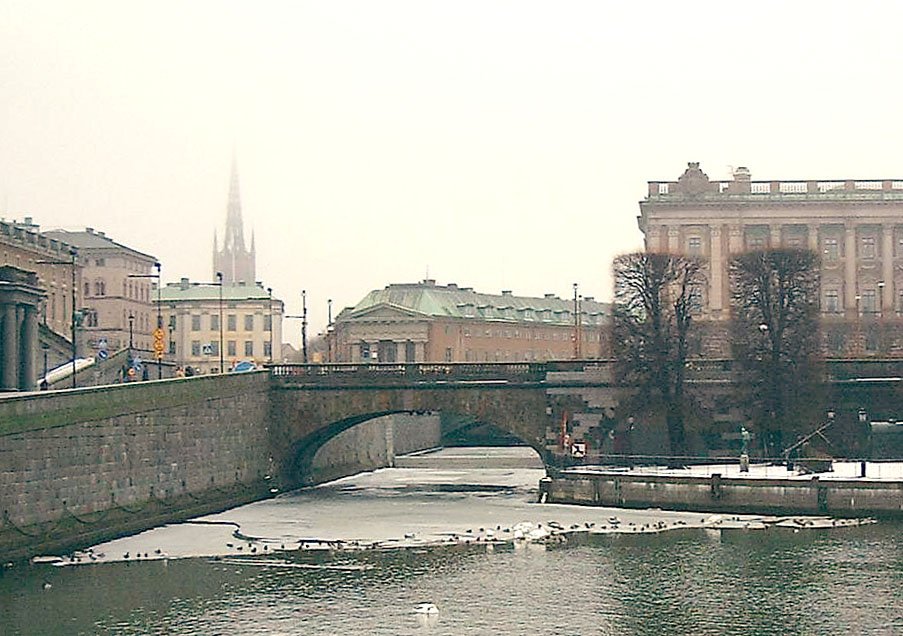
Południowa część mostu – w tle Parlament, Coin Square i Riddarholmskyrkan
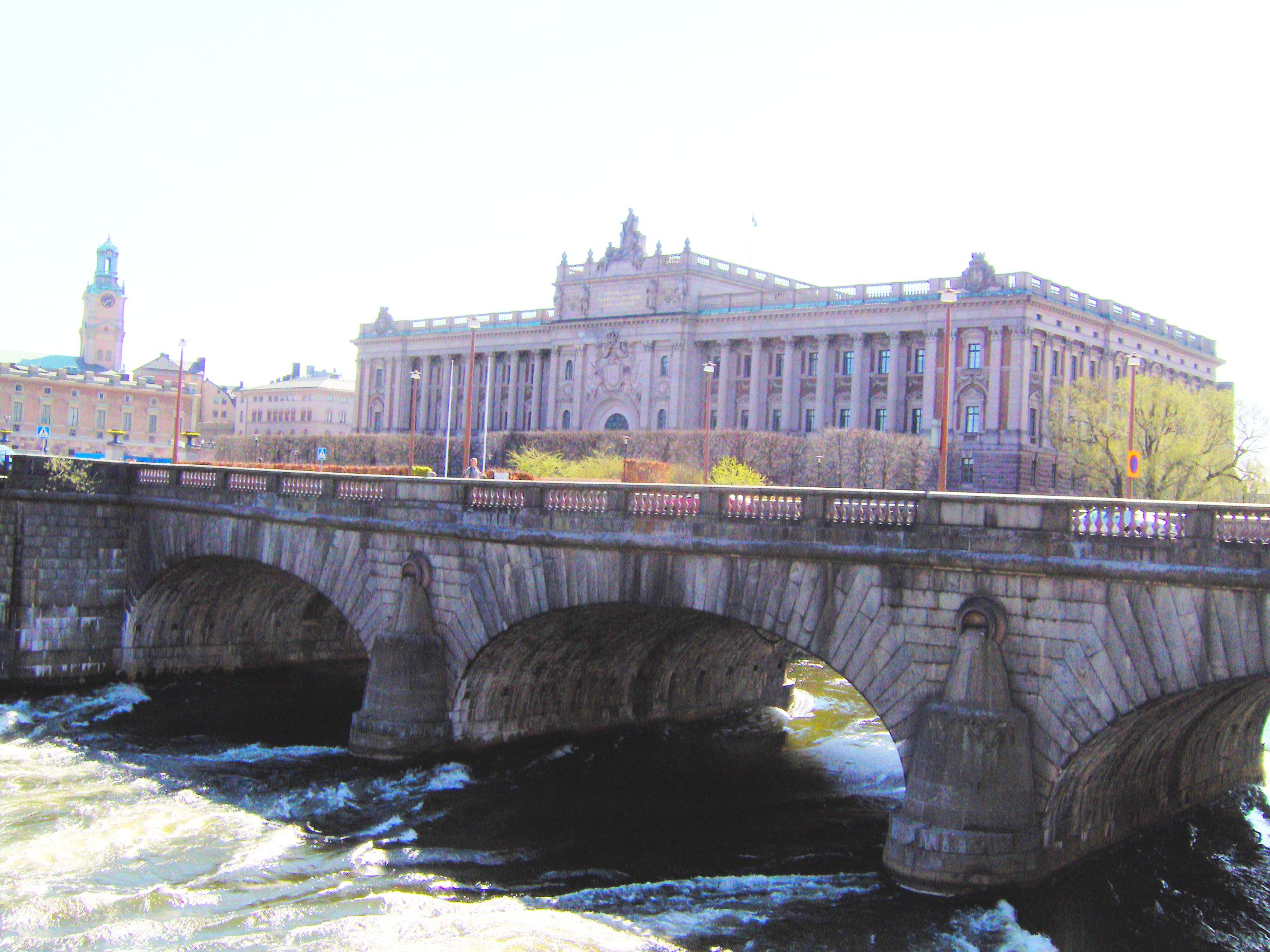
Północna część mostu przed Parlamentem
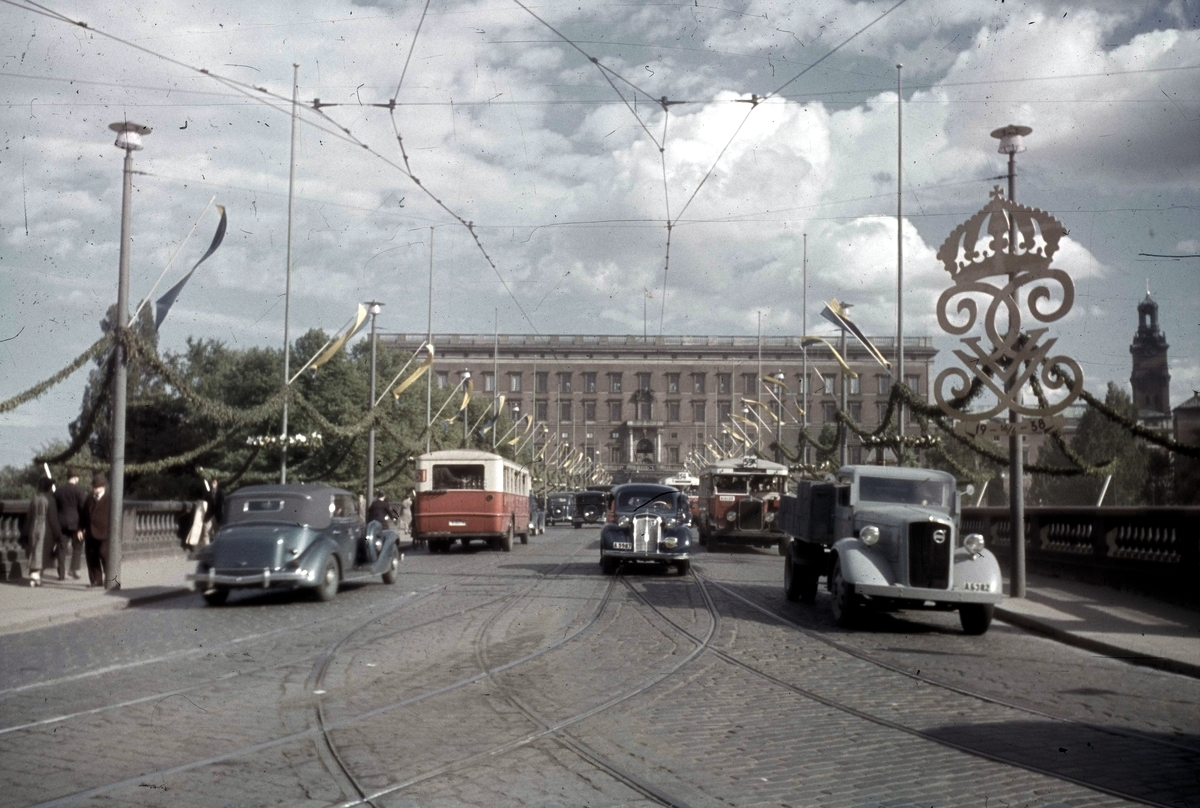
Most w 1938